# 卡皮斯特雷洛
卡皮斯特雷洛（義大利語：Capistrello），是意大利阿奎拉省的一个市镇。总面积60.86平方公里，人口5451人，人口密度89.6人/平方公里（2009年）。ISTAT代码为066020。